# Tamerlan Tmenov
Tamerlan Tmenov, né le 27 juillet 1977 à Vladikavkaz, est un judoka russe. Il est double médaillé aux Jeux olympiques dans la catégorie des poids lourds (celle des plus de 100 kg). À Sydney en 2000, le Russe monte sur la troisième marche du podium tandis qu'il échoue en finale quatre années plus tard à Athènes pour obtenir l'argent. Son palmarès est également riche de quatre podiums mondiaux et de six titres européens.

## Palmarès

### Jeux olympiques
- Jeux olympiques 2000 à Sydney (Australie) :
  -  Médaille de bronze en plus de 100 kg (poids lourds).
- Jeux olympiques 2004 à Athènes (Grèce) :
  -  Médaille d'argent en plus de 100 kg (poids lourds).

### Championnats du monde
- Championnats du monde 1997 à Paris (France) :
  -  Médaille de bronze en plus de 95 kg (poids lourds).
- Championnats du monde 2003 à Osaka (Japon) :
  -  Médaille de bronze en plus de 100 kg (poids lourds).
- Championnats du monde 2005 au Caire (Égypte) :
  -  Médaille d'argent en toutes catégories.
- Championnats du monde 2007 à Rio de Janeiro (Brésil) :
  -  Médaille d'argent en plus de 100 kg (poids lourds).

### Championnats d'Europe
| Catégorie/Année             | 1998 | 2000 | 2001 | 2002 | 2003 | 2004 | 2006 | 2008 |
| --------------------------- | ---- | ---- | ---- | ---- | ---- | ---- | ---- | ---- |
| Plus de 100 kg Poids lourds | 1er  | 2e   | 1er  | 1er  | 1er  | 3e   | 3e   | 1er  |